# Tribuna do Paraná
Tribuna do Paraná ist eine brasilianische Tageszeitung aus der Hauptstadt Curitiba des Bundesstaates Paraná.
Das Gründungsdatum der Zeitung war am 17. Oktober 1956. Die Tageszeitung ist Teil der Paulo Pimentel Gruppe, ein Kommunikations-Mischkonzern im Bundesstaat Paraná.
Die beinhalteten Themen sind von öffentlichem Interesse, im speziellen Fußball, Stadtveränderung und Gewalt sowie Inhalte aus dem Alltag in Paraná. Als eine der am meisten verkauften Zeitungen Curitibas hat sie den Schwerpunkt auf Landesfußball – für Fans und Professionelle gerichtet.
Die Gruppe Kommunikation von Paraná (GRPCom), Inhaber des Journal Gazeta do Povo und des Senders RPC TV, kündigte am 9. Dezember 2011 den Kauf des Unternehmens an, welches dem Ex-Gouverneur Paulo Pimentel gehörte; die Portale sind Paraná-Online, O Estado do Paraná und O journal Tribuna do Paraná.